# Harrison Point
Der Harrison Point ist eine von Felsklippen umsäumte Landspitze an der Nordküste Südgeorgiens. Sie liegt 2,5 km westlich des Busen Point am Südufer der Stromness Bay.
Wissenschaftler der britischen Discovery Investigations kartierten sie und benannten die Landspitze im Jahr 1927 als Matthews Point. Um jedoch Verwechslungen mit dem Matthews Point auf der Westseite der Einfahrt zum Undine Harbour zu vermeiden, entschied sich das UK Antarctic Place-Names Committee 1955 zu einer Umbenennung in die heutige Form. Namensgeber beider Landspitzen ist der britische Zoologe Leonard Harrison Matthews (1901–1986), Mitglied im Mitarbeiterstab der Discovery Investigations von 1924 bis 1935 und an Arbeiten in Südgeorgien zwischen 1924 und 1927 beteiligt.